# Mount McMaster
Mount McMaster är ett berg i Antarktis. Det ligger i Östantarktis. Australien gör anspråk på området. Toppen på Mount McMaster är 861,5 meter över havet. Berget har sitt namn efter den australiske lantmätaren  A. McMaster, som 1976 satte upp en mätstation där.
Terrängen runt Mount McMaster är huvudsakligen platt, men söderut är den kuperad. Mount McMaster är den högsta punkten i trakten. Trakten är obefolkad. Det finns inga samhällen i närheten.